# 埃德温·雅各布
埃德温·雅各布（英語：Edwin Jacob，1878年4月10日—1964年12月3日），英国男子帆船运动员。他曾代表英国参加1924年夏季奥林匹克运动会帆船比赛，联同欧内斯特·罗尼、戈登·福勒、托马斯·里格斯和沃尔特·里格斯获得8米级银牌。